# Corps de Torpilleurs et Marins
Le corps de Torpilleurs et Marins n'a eu qu'une brève existence dans l'histoire de la marine militaire belge.

## Origine

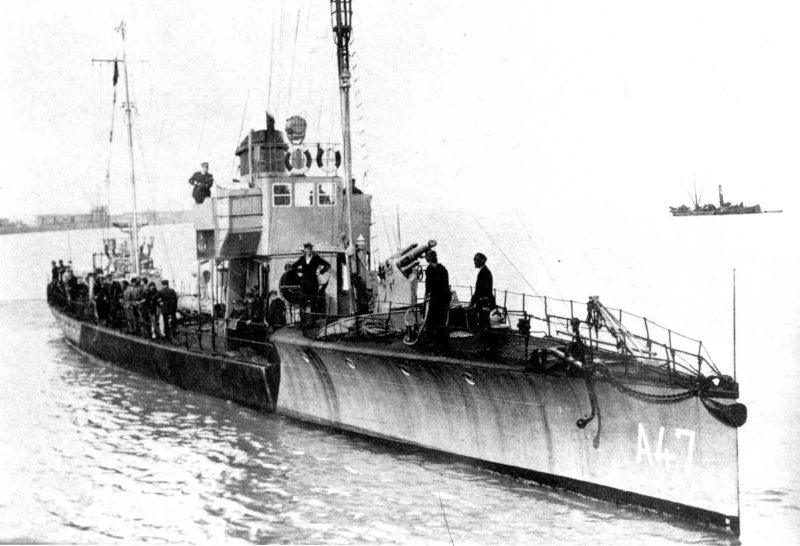
Torpilleur allemand A47 (classe A-II) devenu A25 dans la marine belge

La Belgique s'étant déclarée pays neutre, elle n'avait pas ressenti le besoin de se recréer une marine militaire après la liquidation de sa Marine Royale en 1862. Sa neutralité ayant été violée par l'Allemagne en 1914, elle s'est vu attribuer une flotte de bâtiments de guerre allemands dans le sillage du Traité de Versailles. Celle-ci se composait de : 6 torpilleurs côtiers de la classe A-II ; 11 petits torpilleurs de la classe A-I ; une vingtaine de vedettes de mer de la classe F1 ; 2 vedettes rapides de rivière ; 2 sous-marins (l'U-90 Unterseeboot 90 et l'UC-92 Unterseeboot type UC III).
Cependant 4 des 17 torpilleurs de Classe A et 12 vedettes furent déclarés inutilisables vu leur état. Quant aux deux sous-marins, compte tenu du manque d'officiers et marins belges connaissant ce type de matériel et du coût de 450000 F de remise en état des deux submersibles, le gouvernement belge renonça à en prendre livraison.
Le 19 novembre 1919 le Dépôt des Équipages, créé en mai 1917, est réorganisé et prend la dénomination de Détachement de Torpilleurs et Marins. Finalement en octobre 2023 le Détachement est rebaptisé "Corps de Torpilleurs et Marins" et la flotte de guerre est regroupée à Bruges.

## Existence

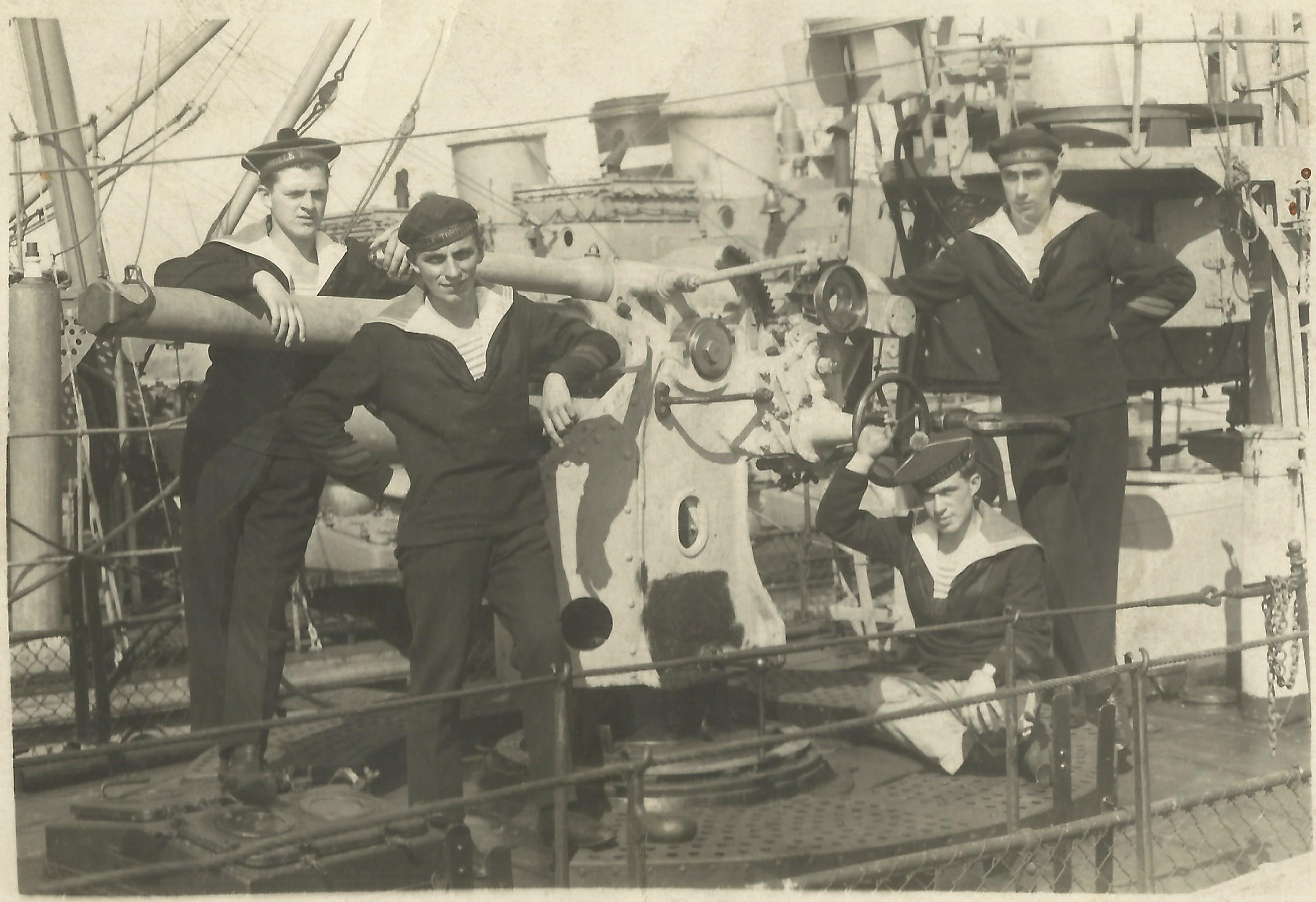
Matelots belges devant un canon de 88mm d'un torpilleur classe A II

En octobre 1923, les négociations avec la France aboutissent et cette dernière prête le croiseur désarmé D'Entrecasteaux à la Belgique pour servir de caserne flottante dans le bassin de Bruges. Les navires les plus dégradés ayant été mis à la ferraille, la flottille des Torpilleurs côtiers belges de classe A est divisée en deux escadrilles : l'une constituée de 5 torpilleurs de 250 tonnes et l'autre de 5 torpilleurs de 137 tonnes. Chaque escadrille compte un torpilleur à effectif normal, les quatre autres étant en disponibilité armée.
Quant dix aux vedettes (côtières ou mouilleurs de mines), elles sont réparties en trois divisions de trois unités, plus une vedette hors rang.
Enfin trois remorqueurs complètent la flottille.
En 1924,  le Corps comprend 26 officiers, 70 sous-officiers et 585 marins. À ceux-ci s'ajoutent 3 officiers et 22 sous-officiers français servant de conseillers techniques.

## La fin
La situation économique difficile de la Belgique exige des coupes dans les budgets militaires, c'est pourquoi le 9 juillet 1926 est publié l'Arrêté Royal de suppression du Corps de Torpilleurs et Marins à la date du 31 mars 1927. Dès lors le D'Entrecasteaux est reconduit en France en février 1927, et l'on procède à la vente des torpilleurs et vedettes. Les bâtiments ne trouvant pas d'acquéreurs sont vendus comme ferraille.
Quant au personnel, les marins sont intégrés dans l'armée et les officiers reprennent place dans leur régiment d'origine.